# Rolf Hüper
Rolf Hüper (* 1947) ist ein deutscher Jurist und Hochschullehrer.

## Leben
Hüper studierte Rechtswissenschaft und Sozialwissenschaft an den Universitäten Bochum und Göttingen. Er legte sein zweites juristisches Staatsexamen 1977 ab. 1984 folgte die Promotion an der Gesamthochschule Kassel.
Hüper wurde 1992 Nachfolger von Arno Jaudzims als Rektor Fachhochschule Hannover (FHH, heute Hochschule Hannover). Er behielt diese Posten bis 1994, danach war er bis 1996 als Vizepräsident tätig. Er lehrte Informationsrecht bis zu seinem Ruhestand 2012 und hatte den Posten des Dekans der Fakultät III - Medien, Information und Design inne. Auch im Ruhestand ist er an der Hochschule tätig, unter anderem als Vorsitzender des Vereins für Internationale Beziehungen der Hochschule Hannover e.V. (VIB).

## Schriften (Auswahl)
- mit Gunter Bock: Informationstransfer als Beruf: Abschlußbericht des Modellversuchs; „Konzeption und Entwicklung von Studiengängen im Bereich Bibliothek Information und Dokumentation“; (Modellversuch BID); Kurzfassung. 4., unveränd. Auflage der 2. SOAK Druck & Verlagsgesellschaft, Hannover 1987, DNB 871443627, S. 128.
- Der Betrieb im Unternehmerzugriff: Arbeitnehmerinteresse und Mitbestimmung bei Betriebsübergang Betriebsaufspaltung und Betriebsparzellierung. Bund-Verlag, Köln 1986, ISBN 3-7663-0990-0.
- Die Jugendvertretung nach dem Betriebsverfassungsgesetz. 1987.
- mit Martin Cordes: Perspektiven zur sozialen Frage. Evangelische Fachhochschule Hannover, Hannover 2003, ISBN 3-932011-50-3, S. 191.